# Visoki predstavnik Unije za vanjske poslove i sigurnosnu politiku
Visoki predstavnik Unije za vanjske poslove i sigurnosnu politiku (engleski: High Representative of the Union for Foreign Affairs and Security Policy) glavni je koordinator i predstavnik Zajedničke vanjske i sigurnosne politike (CFSP) Europske unije. Funkcija ustanovljena Lisabonskim ugovorom, predstavlja spoj dviju ranijih funkcija: visokog predstavnika za vanjsku zajedničku i sigurnosnu politiku te povjerenika za vanjske odnose. Visokog predstavnika imenuje Europsko vijeće uz suglasnost predsjednika Europske komisije. Trenutačno dužnost visoke predstavnice obnaša Kaja Kallas, imenovan 1. prosinca 2024. godine.
Visoki predstavnik vodi zajedničku vanjsku i sigurnosnu politiku EU, provodi vanjsku politiku koju države članice dogovore u okviru Vijeća, predsjedava Vijećem vanjskih poslova, jedan je od potpredsjednika Komisije zadužen za vanjske poslove. Nalazi se na čelu Europske službe vanjskih poslova.

## Vanjske poveznice
- (en) Službene stranice  Arhivirana inačica izvorne stranice od 25. rujna 2014. (Wayback Machine)